# 香港政庁
香港政庁（ホンコンせいちょう）は、香港が1997年7月1日に中華人民共和国に返還（移譲）されるまでイギリスが設置していた香港統治機関に対する日本語での呼称。香港植民地政府、英領香港政府などという場合もある。
返還以前、中国語で「香港政府」、英語で “Government of Hong Kong”と呼ばれたが、これらの呼称は現行の香港特別行政区政府に対しても使われる。特に必要な場合は中国語で「香港殖民地政府」、英語で“Colonial Government” などと呼んで区別する。このほかに「港英政府」や “British Hong Kong Government” という呼称がある。

## 概要
香港政庁のトップは香港総督であった。返還後は行政長官が取って代わった。以下、香港政庁の主な機関および役職と、返還後の香港特別行政区政府における名称を示す。
香港政庁の役職・組織の中国語名には、布政司や按察司など近代以前の用語に由来するものも見受けられた。もともとの意味については「布政使」「按察使」を参照。

### 司法府、立法府
- 香港最高法院→組織自体は高等法院へ格下げ。別途、高等法院の上位に終審法院が設置された。裁判官（判事）の名称は「按察司」から「法官」となった。
  - 上訴法院→高等法院上訴法庭
  - 原訟法院→高等法院原訟法庭
    - 地方法院→区域法院
- 立法局→立法会

### 行政府
返還前の「司」は役職であったが、返還後は組織の名称となった。役職の「司」は現在「司長」とされている。返還前は「布政司」と「財政司」「律政司」は上下関係であった。返還後も3「司長」の序列自体は変わらないが、上下関係ではなく、並立する地位となった。
返還後の「局」（決策局）は、以前は布政司署に所属する「科」（決策科）であった。「科」の首長も「司」であった。以下に挙げた返還後の決策局の名称は、返還直後のものであり、現行のものについては香港特別行政区政府#決策局の構成を参照。
- 行政局→行政会議
- 布政司（1976年以前は「輔政司」）→政務司司長。
  - 布政司署→政府總部。別途、「政務司司長辦公室」が設けられたが、これは以前の布政司署とは違い香港政府全体を統括するものではない。
    - 憲制事務科→政制事務局
    - 政務科→民政事務局
    - 公務員事務科→公務員事務局
    - 教育統籌科→教育統籌局
    - 運輸科→運輸局
    - 工務科→工務局
    - 衞生福利科→衞生福利局
    - 規劃環境地政科→規劃環境地政局
    - 保安科→保安局
    - 工商司→工商局
    - 文康廣播司→文康廣播局
    - 經濟科→經濟局
    - 金融司、財經事務司→財經事務局へ統合
    - 庫務司→庫務局
- 財政司（1939年以前は「庫政司」）→財政司司長。
- 律政司→律政司司長。
  - 律政署→律政司。
- 駐香港イギリス軍→撤退。代わりに人民解放軍駐香港部隊が進駐。
  - 陸軍の中国本土との境界監視業務→香港警察に移管。
  - （皇家香港輔助空軍）→返還前（1993年）に政府飛行服務隊に改組。